# Epitola vinalli
Epitola vinalli is een vlinder uit de familie van de Lycaenidae. De wetenschappelijke naam van de soort is voor het eerst geldig gepubliceerd in 1935 door Talbot.